# Етрурия
Етрурия е голямо държавно обединение на етруските, понякога наричано в древногръцки и латински текстове „Тирения“ (на старогръцки: Τυρρηνία). Обхващала е обширни територии от Централна Италия между реките Арно и Тибър, както и част от Кампания, в съвременните райони Тоскана, Лацио и Умбрия.

## История
Древните автори смятат, че произходът на етруските е малоазийски и че са сродни с лидийците. Културата им обаче носи и редица белези на италийско влияние. Смята се, че преди създаването на Древен Рим били най-могъщият народ в Италия, поради своите забележителни постижения в културното и политическото си развитие. Политическата организация наподобява тази на гръцките полиси.
Вероятно към края на VII век пр. Хр. се оформя Конфедерацията на дванадесетте етруски града (Додекаполис), която впоследствие се оказва нестабилна и загубва позиции под напора на римляни, гърци и самнити. Пълният списък на градовете не е запазен, но някои от тях са Волсиний, Ареций, Тарквиний, Вейи, Клузий. Обединението им е на религиозна основа, с общ култ и светилища, но до единство и съгласие се достига рядко. Всички воюват, сключват договори, водят търговия независимо един от друг.
Римляните възприемат от етруските редица политически, религиозни и културни постижения: аристократичното устройство на държавата, инсигниите на царете, впоследствие – на магистратите; култовете на редица божества, храмовете; пристанищата, въоръжението и организацията на войската.
Неуспехът на етруските да обединят италийските племена в политическо отношение се дължи най-вероятно на големите езикови различия. Рим векове наред водил борба с етруските, отнемайки по малко от тяхната територия и влияние.